# Arthur Johansson (fotbollsspelare)
Arthur Olof Reinhold "Pudding" Johansson, född 20 juli 1920, död 19 oktober 1993 i Härryda församling, var en svensk fotbollsspelare (centerhalv) som representerade Gais i allsvenskan 1943–1945.
Johansson spelade med Utsiktens BK i Göteborgsserien klass 4 västra 1936. 1942 gjorde han sin militärtjänst i Stockholm, och värvades då till division II-laget Reymersholms IK under tränaren József Nagy. I januari 1943 återvände han till Göteborg och Utsikten, och inför säsongen 1943/1944 värvades han av allsvenska Gais, där han tävlingsdebuterade i en cupmatch mot IFK Holmsund i juli 1943. Han spelade säsongerna 1943/1944 och 1944/1945 sammanlagt 17 allsvenska matcher (0 mål) för Gais. Därefter återvände han till Utsikten, där han spelade åtminstone till 1949.
Johansson spelade även handboll för Utsiktens BK och Stockholms-Flottans IF.